# Third-Party Grading
Third-Party Grading  ist die Echtheitsprüfung und neutrale Bewertung des Erhaltungsgrads von Sammelobjekten wie Münzen, Banknoten, Briefmarken, Comics, Sammelkarten oder Computerspielen mit anschließender Zertifizierung und Verkapselung (sog. slabs). Diese slabs enthalten das bewertete Objekt und das Zertifikat mit dem Ergebnis des Bewertungs-Dienstleisters. Die Zertifikate werden mit einem Code versehen und zwecks späterer Identifikation in eine Datenbank aufgenommen. Die Hüllen zur Verkapselung sind aus stabilem Kunststoff, werden nach der Bewertung wasser- und staubdicht verschlossen und können nur durch eine Zerstörung der Hülle wieder geöffnet werden.

## Third-Party Grading von Münzen
Diese Dienstleister nehmen gegen eine, vom Wert der Münze abhängige, Gebühr eine Münze und bewerten sie nach dem Erhaltungsgrad von Münzen.

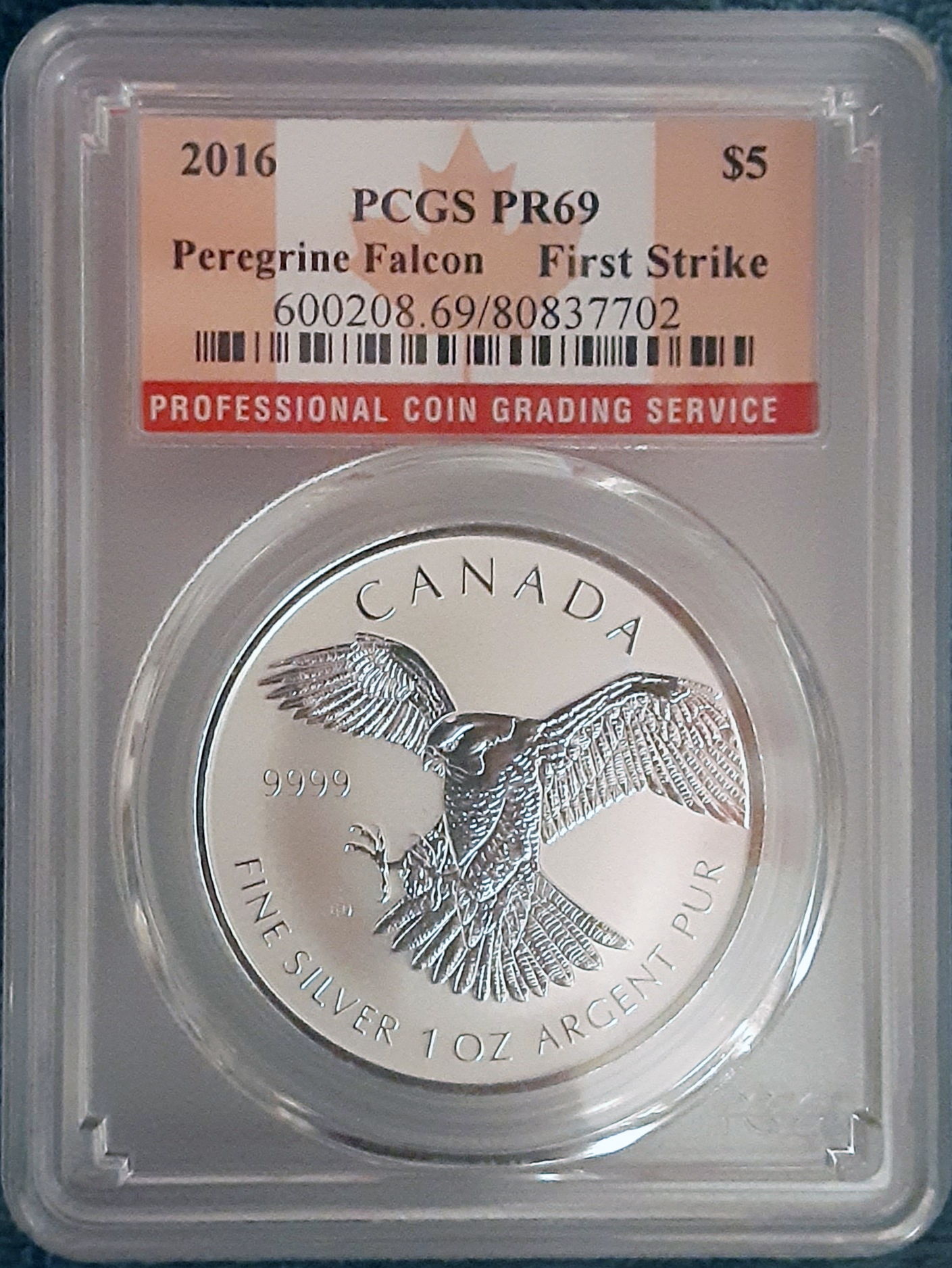
Eine kanadische Münze in einer verkapselten Hülle mit Zertifikat.

Professional Coin Grading Service (PCGS, gegründet 1986) und Numismatic Guaranty Corporation (NGC; gegründet 1987) sind die bekanntesten Dienstleister zur Bewertung von Münzen und Banknoten. Diese US-amerikanischen Experten, die diese Prüfung vornehmen, sind erfahrene Numismatiker, die Münzen zuverlässig mit den zur Verfügung stehenden Informationen vergleichen können. Viele dieser Prüfer haben Erfahrung im kommerziellen Sektor, waren oft selbst professionelle Händler. Diese Prüfer sind sogar vom aktiven, kommerziellen Münzverkehr per Verbot ausgeschlossen, um eine unabhängige Einschätzung zu gewährleisten und Interessenkonflikte zu vermeiden.
In Deutschland gibt es keine solche Prüfstelle, dafür bürgen der Verband der deutschen Münzwarenhändler (VDDM) und der Berufsverband des deutschen Münzfachhandels für die Echtheit der von ihren Mitgliedern angebotenen Münzen.

## Geschichte
Der moderne Third-Party Grading-Dienstleister zeichnet sich durch eine fälschungssichere Kunststoffverkapselung aus, die sowohl den bewerteten Gegenstand als auch das Zertifikat umschließt. Vor der Einführung von Fotos und der Verkapselung gab es keine Möglichkeit, das Zertifikat dauerhaft mit dem zu zertifizierenden Gegenstand zu verbinden. Es war möglich, zum Beispiel eine höherwertige Münze zur Zertifizierung einzureichen und dann eine ähnliche, aber minderwertige Münze mit dem für die höherwertige Münze ausgestellten Zertifikat zu verkaufen.

### Münzbewertung in den Vereinigten Staaten
1962 gründete der umstrittenen Walter H. Breen das Institute of Numismatic Authenticators. Das Unternehmen bestand aber kaum länger als ein Jahr.
Ein Jahrzehnt später gründete die American Numismatic Association (ANA) 1972 ihr Third-Party Grading, die ANACS. Zunächst wurden die Münzen nicht bewertet, sondern nur als echt bestätigt. Die Münzen wurden mit einem Fotozertifikat zurückgeschickt, aber nicht gekapselt. Ursprünglich hatte die ANACS ihren Sitz in Washington DC, zog aber 1976 nach Colorado Springs um. 1977 wurden die Official American Numismatic Association Grading Standards for United States Coins veröffentlicht, die die Grundlage für die Ausweitung der ANACS von der reinen Echtheitsprüfung auf die Bewertung im März 1979 bildeten.
Die Umstellung von Fotozertifikaten auf Verkapselung erfolgte 1984 durch das inzwischen nicht mehr existierende Unternehmen Accugrade, dessen frühe Verkapselungen sich dadurch auszeichnen, dass sie sowohl die Münze als auch ein Foto der Münze enthielten, was den Übergang von Fotozertifikaten zu Platten deutlich illustriert. PCGS nahm 1986 den Betrieb auf und bot eine Verkapselung in einer modernen Kunststoffhülle ohne Foto an. NGC nahm seine Tätigkeit 1987 auf. ANACS bot 1989 sowohl Fotozertifikate als auch Verkapselungen an. ICG wurde 1998 gegründet. Viele andere Unternehmen boten ähnliche Dienstleistungen an, aber die meisten sind nicht mehr im Geschäft, und alle haben weit weniger Münzen zertifiziert. Heute haben einige Leute begonnen, einige dieser frühen Verkapselungen von nicht mehr existierenden Unternehmen zu sammeln, nicht wegen der Münzen, sondern wegen des historischen Werts der Verkapselung selbst.
Neben Münzen wurden später auch andere Sammelobjekte bewertet. Die Muttergesellschaft von NGC ist die Certified Collectibles Group, zu der auch die Paper Money Grading (PMG), eine Briefmarkenbewertungsgesellschaft und die erste Comic-Bewertungsgesellschaft, die Certified Guaranty Company, gehören, die inzwischen mehrere Wettbewerber hat.

## Probleme mit Third-Party Grading
Ein Käufer muss sich bei einer verkapselten Münze auf das Urteil desThird-Party Gradings verlassen. Das ist problematisch, da es trotz vermeintlich neutraler Bewertung, zwischen den verschiedenen Third-Party Gradern zu deutliche Unterschieden bei Einschätzungen zu derselben Münze kommen kann. So veröffentlichte im Jahr 2007 der führende Händlerverband für seltene Münzen in den USA, die Professional Numismatists Guild (PNG), die Ergebnisse einer Umfrage unter großen Münzhändlern, die ihre professionelle Meinung über 11 Third-Party Grader abgaben, wovon sechs Dienstleister die Bewertung „unacceptable“ (dt. nicht akzeptierbar) und zwei Dienstleister die Bewertung „Superior“ (dt. hervorragen) erhielten.
Die Hüllen zur Verkapselung erschweren auch die direkte Bewertung durch den Käufer, da Fehler und Beschädigungen des Rands verdeckt werden können und so für den Sammler nicht sichtbar sind. Öffnet man die Verkapselung, um das Sammelobjekt selbst zu überprüfen, sei es auf Echtheit oder den Erhaltungsgrad, wird das Siegel des Third-Party Grading-Dienstleisters gebrochen und das Zertifikat verliert seine Gültigkeit.
Anderseits kommen vermehrt Fälschungen auf den Markt, bei denen nicht nur die Münze selbst, sondern eben auch der zugehörige Verkapselung gefälscht wird. Durch die offenen Datenbanken im Netz, die eigentlich dazu dienen sollen zertifizierte Sammelobjekte eindeutig zu identifizieren, können Fälscher leicht herausfinden, welche Informationen zu welchem Sammelobjekt gefälscht werden müssen.